# Гуньба турецька
Гуньба турецька (Trigonella smyrnea) — вид квіткових рослин родини бобових (Fabaceae).

## Біоморфологічна характеристика
Однорічна рослина 10–20 см заввишки. Прилистки шипуваті. Боби з перетяжками між насінням.

## Поширення
Росте в Україні [Крим] і Туреччині.
В Україні вид росте на кам'янистих схилах та в ялівцевих лісах — у гірському Криму, дуже рідко (ок. Балаклави).